# Thanatus dissimilis
Thanatus dissimilis es una especie de araña cangrejo del género Thanatus, familia Philodromidae. Fue descrita científicamente por Denis en 1960.

## Distribución
Esta especie se encuentra en Francia.